# Angelo Legrenzi
Angelo Legrenzi (Monselice, 1º ottobre 1643 – Lublino, 12 agosto 1708) è stato un medico e scrittore italiano.
È noto soprattutto per il suo libro autobiografico Il pellegrino nell'Asia, in cui narrò i 23 anni da lui trascorsi in Asia, in particolare ad Aleppo, e i viaggi compiuti nel continente, come il pellegrinaggio in Terra santa e il viaggio nelle Indie.

## Biografia

### Adolescenza e formazione
Ultimo di tre figli maschi, Angelo Legrenzi nacque a Monselice nella villa di famiglia, figlio di Sebastiano di Pietro, avvocato, e Orsetta Butta, di famiglia nobile bellunese, ma residente a Venezia; i Legrenzi e i Butta facevano parte della Cittadinanza Originaria Veneziana, una classe sociale distinta dalla quale si traevano i segretari del Senato e del Consiglio dei X, formata dai cittadini che erano stati in grado di dimostrare la legittimità dei natali presso l’Avogadoria de Comun.
Inoltre nel 1815 la Commissione Araldica riconobbe il titolo nobiliare ai Legrenzi, con anche uno stemma araldico di famiglia.
Grazie alla loro situazione economica, provata dai possedimenti della madre nel Padovano e nel Polesine, sia Angelo che i suoi fratelli poterono avere un’ottima istruzione per poi chiedere la Cittadinanza Originaria; Francesco e Giovanni Pietro furono notai alla  Quarantia criminal , mentre Angelo nel 1660 iniziò a studiare medicina all’Università di Padova laureandosi il 5 aprile del 1664.
Dopo la laurea Legrenzi esercitò la professione per poco più di due anni a Venezia grazie alla parentela con Tiberio Zuccato, medico famoso, da lui conosciuto in quanto marito di una zia.

### Il viaggio in Oriente ed il pellegrinaggio in Terra Santa
Dopo la fine della Guerra di Candia tra la Repubblica di Venezia e i suoi alleati contro l’Impero Ottomano per il possesso dell’isola di Creta, le rotte mercantili con il Vicino Oriente furono riaperte dalla Serenissima, permettendo a Legrenzi di esercitare la sua professione altrove, mosso dalla sua curiosità e dal desiderio di visitare il Levante. 
Così, il 15 Agosto del 1671, Legrenzi colse l’occasione di lavorare come medico al servizio di Marco Bembo, nuovo console della Repubblica Veneziana ad Aleppo, in Siria, imbarcandosi sulla nave “Confidenza” da Malamocco; sulla Confidenza era presente anche Ambrogio Bembo, parente di Marco, altro viaggiatore veneziano che visitò Zante, Cipro, Tripoli, Aleppo e viaggiò fino in Persia.
Una volta arrivato ad Aleppo, Legrenzi iniziò a esercitare la professione facendo da medico per la comunità veneziana di Aleppo,e per viaggiatori e mercanti che ha incontrato nei 23 anni passati in Oriente. Nel 1674, prima di Pasqua, seguendo l’ambasciatore francese a Costantinopoli Charles Francois Olier, marchese di Nointle, andò in pellegrinaggio a Gerusalemme e in Terra Santa, passando per Tripoli, Beirut, San Giovanni D’Acri e Nazareth prima di giungere alla città santa; si fermò per il tempo necessario a fare i vari pellegrinaggi nei luoghi sacri, come ad esempio Betlemme, Betania, il Monte Sion.
Dopo due mesi di pellegrinaggio Legrenzi, sulla via del ritorno, si fermò a Beirut, dove aveva conosciuto il mercante Andrea Visinoni, e a Tripoli di Siria. Scarseggiano le notizie relative ai quattro anni successivi se non l’invio a Venezia da parte di Legrenzi di una grande scultura di testa di cane recuperata presso il fiume Naraelcheb e spedita al nobile destinatario, Marino Garzoni, da Nicolò Visinoni, fratello di Andrea.

### Il viaggio fino in India
Quattro anni dopo il suo ritorno ad Aleppo, l’8 aprile 1678, Legrenzi, insieme al mercante armeno Pedros lasciò Aleppo prendendo la strada di terra che passava, tra le altre, per il fiume Tigri, Baghdad, Esfahan, Persepoli, Shiraz (dove trovò, al ritorno, ciò che rimaneva della famiglia di Pietro Della Valle) e Bandar Abbas, per poi imbarcarsi verso Surat, primo porto dell'India.
Da lì Legrenzi andò alla corte del Gran Mogol, per il quale sperava di entrare in servizio come medico; prima ad Aurangabad, dove incontrò Niccolò Manucci, come lui medico e viaggiatore veneziano, e poi, grazie alla raccomandazione di Manucci, trasferendosi insieme a lui nel 1679 alla corte di uno dei figli del re moghul, a Delhi.
Tra Manucci e Legrenzi non corse sempre buon sangue probabilmente; Legrenzi descrisse ambiguamente Manucci, lodandolo per la sua gentilezza ma criticandolo perché fin troppo a suo agio tra “gli infedeli” e soprattutto con varie mancanze nella conoscenza medica. Quando anni dopo seppe che Legrenzi parlò male di lui nel suo libro, Manucci nella Storia do Mogor scrisse che Legrenzi aveva fatto di tutto per essere assunto a corte come medico, ma, vista la sua inesperienza delle abitudini di corte, non era stato in grado di farsi ingaggiare, nonostante la sua raccomandazione.
Legrenzi non aveva capito che il medico Mahmud Maquin, una vecchia conoscenza di Manucci, molto sospettoso dei medici europei, si era inequivocabilmente messo di traverso; Legrenzi a quanto pare fu particolarmente ansioso di entrare al servizio del principe e ricevere un pagamento, e, per dare prova delle sue capacità di medico, scrisse un libriccino sulle quattro febbri principali dell'epoca, delle loro cause e cure, nonostante il Manucci avesse consigliato di agire diversamente; divenne così inviso a Mahmud Maquin, che non gli affidò mai alcun malato fino a congedarlo dopo un anno.
Il soggiorno a Delhi durò fino a febbraio 1680 quando Angelo Legrenzi riprese la via del ritorno e, a bordo di una nave francese, da Surat tornò a Bandar Abbas e poi passando da Bassora giunse nuovamente ad Aleppo.

### Ritorno a Venezia
In quegli anni scoppiò la guerra di Morea tra Venezia e l'Impero Ottomano, e il Consolato veneziano ad Aleppo era in pericolo; il vice-console Andrea Negri, che aveva interessi commerciali in comune con Legrenzi, rischiava la vita, e lo stesso medico veneziano aiutò la fuga di Negri nel 1684 assicurando la salvezza del console e dei documenti importanti.
Nonostante queste peripezie Legrenzi decise di rimanere in Siria lavorando come dottore, specialmente durante le grandi pestilenze nel 1687 e 1692 quando si affidò a gruppi di mercanti francesi o inglesi, vivendo in un convento francescano.
Decise infine di ritornare a casa su una nave francese, che partì da Alessandretta il 13 luglio 1694 per attraccare il 18 settembre dello stesso anno a Livorno dopo aver fatto scalo a Malta; durante il viaggio di ritorno Legrenzi passò da Pisa, Firenze, Bologna, Ferrara e Rovigo, arrivando il 26 ottobre nella villa di Monselice, dove viveva ancora suo fratello Francesco.

### Ultimi anni e morte
Legrenzi rimase poco nella villa di famiglia, tornando in poco tempo a Venezia dove ricominciò a lavorare da dottore, avendo relazioni professionali con la famiglia Zamoyski, aristocratici polacchi.
Nel 1703 ultimò il suo libro, Il pellegrino nell'Asia, che venne pubblicato nel 1705 da Domenico Valvasense; nell’ottobre del 1707 scrisse il suo testamento prima di partire per la Polonia al servizio del principe di Lublino, morendo poco tempo dopo nella stessa Lublino, il 12 agosto 1708.

## Conoscenze linguistiche
Legrenzi, essendo un medico, era una persona istruita in grado di leggere e scrivere, anche se aveva un’educazione inferiore a uomini altamente istruiti come Della Valle o Ambrogio Bembo; all’interno del suo libro Il pellegrino nell'Asia ci sono poche informazioni sulle sue conoscenze linguistiche acquisite negli anni nel Levante, e mancano considerazioni relative all’italiano, tranne un'unica volta in cui fa riferimento ad esso chiamandolo lingua nostra.
In una descrizione fatta all’inizio della prima parte del libro, pare evidente che Legrenzi non capisse né l’arabo né il turco, poi probabilmente imparati nel corso degli anni; una volta arrivati sulla costa del Libano, Legrenzi infatti non capisce ciò che dicono gli arabi che portano la carovana verso Aleppo, ed aspetta l’arrivo degli interpreti da Aleppo stessa, che aspettavano di riprendere servizio presso il console veneziano.
In tutta la seconda parte de Il pellegrino nell'Asia le descrizioni linguistiche di tutti i territori che Legrenzi ha conosciuto sono praticamente assenti anche dove ci sono indicazioni pratiche per i pellegrini; ad esempio fa notare che ci sono problemi per i pellegrini non accompagnati da interpreti, ma non parla strettamente della lingua. Spiega invece che vengono organizzati gruppi organizzati con interpreti dal consolato di Aleppo, raccontando le vicissitudini di alcuni gruppi di pellegrini europei di quel periodo.
Le uniche informazioni linguistiche che offre sono date in maniera generica; ad esempio Legrenzi parla del fatto che le lingue in India sono diverse a seconda del territorio perché si parlano lingue diverse nel Regno di Mogori, del Sultanato di Colconda, di Malabari in Siam, di Pegrù in Thailandia e nelle confinanti isole. Legrenzi così mise l'accento sulla varietà delle lingue indiane, dicendo però che dappertutto nelle Indie si comprende e si parla portoghese, prima lingua europea introdotta, e quindi la più conosciuta ed importante.
Nonostante ciò, la seconda parte de Il pellegrino nell'Asia si chiude con una citazione di quel che è utile al pellegrino; visto che il suo viaggio è stato proficuo e non ha avuto pericoli rilevanti, si permette di consigliare ad eventuali lettori interessati a seguire le sue orme di essere intraprendenti nei viaggi, seri nel vestire, affabili nelle conversazioni, e soprattutto di non essere affatto ignari delle lingue.